# The House – Die Schuldigen werden bestraft
The House – Die Schuldigen werden bestraft (Originaltitel: House, Alternativtitel: House of Terror) ist ein US-amerikanischer Horrorfilm von Robby Henson aus dem Jahr 2008. Er basiert auf dem Roman Das Haus (Originaltitel: House) von Frank Peretti und Ted Dekker.

## Handlung
Das junge Ehepaar Jack und Stephanie Singleton ist mit dem Auto zu einem Eheberater unterwegs, als es sich in der Gegend verfährt und durch Wegweisungen eines falschen Polizisten in einen abgelegenen Wald gerät, wo es eine Autopanne hat. Beide finden in der Nähe ein verlassenes Auto vor und schlussfolgern, dass sie nicht die einzigen hier sind. Sie finden Unterschlupf in einem naheliegenden, heruntergekommenen Hostel, wo sie zunächst versuchen, telefonisch Hilfe zu holen. Dort treffen sie auf ein anderes Pärchen, Leslie und Randy, dem das Auto gehört. Da das Telefon nicht funktioniert, sind sie gezwungen, eine Nacht im Hostel zu verbringen. Außer ihnen wohnen nur die Inhaberin Betty, der schroffe Hausmeister Stewart und Bettys unheimlicher Sohn Pete dort, der sich sofort zu Leslie hingezogen fühlt.
Sie essen zusammen zu Abend und hören dabei Geräusche, die vom Blechmann kommen. Dieser fordert, bis Sonnenaufgang eine Leiche von ihnen zu bekommen, ansonsten würde er alle im Haus Anwesenden töten. Betty gibt den Gästen die Schuld, die Aufmerksamkeit des Blechmannes erregt zu haben, und versucht daraufhin, diese mit der Hilfe von Pete und Stewart in der Kühlkammer einzusperren. Dabei wird sie jedoch verletzt und blutet schwarzen Nebel.
Die Gäste können aus der Kühlkammer, jedoch nicht aus dem Haus entkommen, und werden mit ihren schlimmsten Erlebnissen konfrontiert: Stephanie und Jack durchleben erneut den Tod ihrer Tochter auf dem Eis, Randy die Gewalt seines Vaters und Leslie den Missbrauch durch ihren Onkel. Die vier Gäste werden dadurch voneinander getrennt.
Jack trifft auf ein Mädchen namens Susan, das vom Personal des Hostels gefangen gehalten wird. Von den unterschiedlichen personalisierten Visionen geplagt und vom Personal als auch dem Blechmann verfolgt, beginnen sich die vier mit der Zeit gegeneinander zu wenden. Als sie herausfinden, dass das Personal den Teufel anbetet, spaltet sich Jack in zwei Persönlichkeiten, die sich nur an dem blutenden schwarzen Nebel unterscheiden.
Die Gäste können beinahe entkommen und treffen auf einen Beamten, der sich als derselbe herausstellt, den Jack und Stephanie bereits angetroffen haben. Da er mit dem Personal zusammenarbeitet, können sie von dem Anwesen nicht entkommen und werden zurück ins Haus gebracht. Das Personal versucht, den Blechmann zu beschwichtigen, indem sie den vier Gästen die Möglichkeit geben, einen der vier zum Töten auszuwählen. Dabei werden Randy und Leslie getötet. Als Officer Lawdale auf Susan schießt und eine Kugel sie trifft, tritt Licht aus ihrem Einschussloch aus. Damit gelingt es Jack und Stephanie, den Officer zu zerstören und zu entkommen.
Als die beiden an der Unfallstelle ihres Autos ankommen, sehen sie ihre Leichen auf dem Boden liegen. Dort angekommen betreten ihre Seelen ihre Körper und sie werden auf Tragen gelegt und für den Transport in ein Krankenhaus vorbereitet. Jack schaut in Richtung des Hauses zurück und erkennt Officer Lawdale, im Hintergrund im ersten Stock des Hauses stehen Betty, Stewart und Pete.

## Produktion

### Dreharbeiten
Die Dreharbeiten fanden vom 15. Juli 2006 bis zum 18. August 2006 in Łódź statt.

### Synchronisation
Die deutsche Synchronisation entstand nach einem Synchronbuch von Stephanie Henze im Auftrag der City of Voices.
| Rolle   | Darsteller     | Synchronsprecher |
| ------- | -------------- | ---------------- |
| Tin Man | Michael Madsen | Thomas Danneberg |

## Rezeption

### Kritiken
Der Film erhielt überwiegend negative Kritiken. Er konnte bislang 0 Prozent der Kritiker bei Rotten Tomatoes überzeugen und erhielt hierbei eine durchschnittliche Bewertung von 2,8 der möglichen 10 Punkte. Das Lexikon des internationalen Films urteilt: „Religiös verbrämter Psychothriller als Genre-Metapher für den archaischen Kampf zwischen Gut und Böse, der eine sattsam bekannte Geschichte mit lächerlichen Schauspielerleistungen und unkonzentrierter Regie erzählt“.